# 毛復
毛復（1500年—？），字世亨，號來齋，浙江紹興府餘姚縣人，民籍，明朝政治人物。

## 生平
治《易經》，由國子生中式正德十一年（1516年）丙子科浙江鄉試第四十七名舉人，嘉靖十一年壬辰科會試中式第一百三十八名，登第二甲第六十五名進士。觀吏部政，授主事，十四年十一月改任湖廣道監察御史，十五年五月赴廣東核对钱粮。出为江西僉事。

## 家族
曾祖毛仕玒；祖毛淮，倉副使；父毛明；母鮑氏。嚴侍下，妻錢氏。
行十九，兄毛憲（按察司副使）；毛實（刑部郎中），弟師，子五來；五美；五英；五文；五雲；五倫；五善。。